# Franciszek Nihachi
Franciszek Nihachi (ur. 1623, zm. 8 września 1628 w Nagasaki) – japoński męczennik, błogosławiony Kościoła katolickiego.

## Życiorys
Franciszek Nihachi urodził się w 1623 roku. Był synem katechisty Ludwika Nihachi i starszym bratem Dominika Nihachi. Podczas prześladowań został stracony przez ścięcie razem z ojcem i bratem.
Beatyfikował go Pius IX w grupie 205 męczenników 7 lipca 1867 roku.